# Batthyány Károly József
Németújvári gróf, majd herceg Batthyány Károly József (Rohonc, 1698. április 28. – Bécs, 1772. április 13.) magyar főúr, császári tábornagy és horvát bán, az 1. Batthyány-Strattmann herceg.

## Életútja
Az ősrégi főnemesi gróf németújvári Batthyány család sarja. Szülei gróf Batthyány (II.) Ádám országbíró (1662-1703) és gróf Strattmann Eleonóra. Második gyermekként született. Zala vármegye valóságos, valamint Vas vármegye örökös főispánja volt.
A törökök ellen vívott háborúkban részt vett 1717-18-ban, 1734-ben majd 1737-38-ban. Berlini követ volt 1739-40-ben. Az osztrák örökösödési háború (1741-1748) alatt előbb a bajorországi, majd a osztrák-németalföldi, illetve a csehországi császári seregek parancsnoka lett. 1745-ben tábornagyi rangot kapott Mária Teréziától. 1745. április 22-én a pfaffenhofeni csatában győzelmet aratott a túlerőben lévő francia–bajor sereg felett.
1742-től 1756-ig Horvátország, Szlavónia és Dalmácia bánja is volt. 1745-től a hadsereg főparancsnoka, 1746-tól irányította II. József és II. Lipót nevelését. 1755-ben megkapta az engedélyt édesanyja és édesapja családi neveinek kettős használatára (Batthyány-Strattmann), 1763-ban cseh, 1764-ben pedig római szent birodalmi hercegi rangot nyert (Liber Regius LXXIII, 254).